# Jelena Dementjeva
Jelena Vjačeslavovna Dementjeva (ruski: Еле́на Вячесла́вовна Деме́нтьева; Moskva, 15. listopada 1981.) umirovljena je ruska tenisačica.

## Karijera
Profesionalnu je karijeru započela 1998. godine. Već naredne godine ušla je u top 100 igračica na WTA-inoj listi. Godine 2000. uspjela je ući u top 20 tenisačica na svijetu kada je dobila ukupno 40 mečeva i to drugu godinu zaredom. Plasirala se u polufinale US Opena, a iste je godine osvojila i olimpijsko srebro u Ateni gdje je izgubila finale od Venus Williams. Na putu do srebra pobijedila je tenisačice poput Jelene Dokić i Monike Seleš i to obje u tri seta. Plasirala se na završni turnir Wta Championship, Los Angeles po prvi put u karijeri.

## 2001. – 2002.
Tijekom 2001. postala je ruski reket broj 1. Tu je poziciju prethodno držala Ana Kurnjikova. Iste je godine ozlijedila rame u Australiji i kako bi nastavila igrati tenis, počela je servirati na drukčiji način. Taj su servis mnogi stručnjaci nazvali jednim od najlošijih u povijesti ženskog tenisa. Bez obzira na ovakvu odluku, Jelena se uz puno muke uspjela održati na samome vrhu tenisa, nastavila je pobjeđivati, uz katastrofalan ishod na kraju mečeva jer je po statistikama znala napraviti i po nevjerojatnih 19 duplih servisnih grešaka tijekom meča. Sljedeće je godine došla do finala u rodnoj Moskvi na turniru prve kategorije pobjedom u četvrtfinalu nad tadašnjim brojem jedan Martinom Hingis s uvjerljivih 6:2, 6:2. Finale je izgubila od Jelene Dokić rezultatom 6:3, 6:3. Uspjela se treću godinu zaredom plasirati na završni turnir u Los Angelesu kao jedna od osam najboljih tenisačica u toj godini.

## 2003. – 2004.
Godine 2003. osvojila je tri turnira, jedan na početku sezone u travnja, Amelia Island, gdje je na putu do titule izbacila igračice poput Daniele Hantuchove, u polufinalu Justine Henin i Lindsay Davenport u finalu 4:6, 7:5, 6:3. Osvojila je još dvije titule iste godine: Bali i Shanghai, jednu za drugom u razmaku od 7 dana. Godinu je prvi put završila u prvih 10, na osmom mjestu.
Godine 2004. probila se na turnirima. Došla je do finala Miamija, ali nije uspjela pobijediti Serenu Williams, i do finala dva Grand Slama, ali oba je puta izgubila od sunarodnjakinja. U Parizu je izgubila od Anastasije Miskine i to s uvjerljivih (1:6, 2:6), a u New Yorku je izgubila od osamnaestogodišnje Svjetlane Kuznjecove 3:6, 5:7 iako je u tom dvoboju bila favoritkinja. Iste godine došla je po drugi put u karijeri u finale Moskve, ali Miskina je opet bila prejaka za nju (5:7, 0:6). Nakon toga dostigla je i najvišu poziciju u karijeri, četvrto mjesto na svjetskoj rang-listi. Petu godinu zaredom plasirala se na završnicu osam najboljih i tu izgubila sva tri meča u skupini.

## 2005. – 2006.
Uspjela je doći do 4. kola Otvorenog prvenstva Australije kada joj je izmaknuo meč protiv Patty Schnyder, koji je već dobila nakon vodstva od 7:6, 4:1, što je do danas ostao njen najbolji rezultat na tom turniru. Iste godine gubi finale Charlestona od Justine Henin, 5:7, 4:6 iako je imala set loptu u prvom setu kada je Belgijanka odigrala backhand na liniju koji je proglašen outom, ali je sama Jelena potvrdila da je lopta bila dobra i tako dodijelila bod protivnici. Dostigla je i polufinale US Opena, gdje dobiva povijesni meč protiv Lindsay Davenport u četvrtfinalu, 6:1, 3:6, 7:6. Polufinale je izgubila u sumnjivom duelu protiv Mary Pierce, u kojem je Francuskinja nakon prvog seta, koji je Dementjeva dobila, zatražila liječničku pauzu koja je trajala 12 minuta i nakon toga dobila dva naredna seta i prošla u finale. Pomogla je svojoj Fed Cup ekipi u borbi do titule tako što je u Parizu savladala i Amelie Mauresmo i Mary Pierce, a onda u paru s Dinarom Safinom došla do konačnog boda i rezultata Rusija-Francuska 3:2.
Godine 2006. osvojila je svoj prvi WTA Tier i naslov u Tokiju tako što je počistila s terena Martinu Hingis u finalu (6:2, 6:0). Iste godine lako je izgubila finale od Marije Šarapove u Indian Wellsu, sa 6:1, 6:2. U polufinalu je pobijedila Justine Henin i to nakon izgubljenog prvog seta s 2:6 i pozicije od 2:5 u drugom setu jer je dobila idućih 5 gemova kako bi osvojila drugi i sa 7:5 treći set. Konačni je rezultat bio 2:6, 7:5, 7:5. Do drugog naslova došla je na turniru u Los Angelesu gdje pobjeđuje u polufinalu Šarapovu i u finalu Jelenu Janković sa 6:3, 4:6, 6:4. Na Wimbledonu i US Openu došla je do četvrtfinala što je i njen najbolji rezultat na Wimbledonu. Uspjela se sedmu godinu zaredom plasirati u završnicu među osam najboljih tenisačica, ovaj put u Madridu.

## 2007.
Nakon dobrog starta i četvrte runde u Melbourneu, nije uspjela obraniti titulu u Tokiju jer gubi polufinale od prošlogodišnje finalistice Martine Hingis 4:6, 3:6. Nakon toga pretrpjela je povredu rebra i propustila iduća dva mjeseca na turnirima. Nakon povratka pala je na 14. mjesto svjetske rang liste, a do veljače te godine bila je na osmome. Po povratku je osvojila Istanbul Kup, turnir treće kategorije, ali nakon toga gubi na sva tri Grand Slama gdje dolazi tek do treće runde na svakom od njih. Nije uspjela obraniti ni titulu u Los Angelesu jer je izgubila četvrtfinalni meč od Šarapove. Na US Openu došla je do trećeg kola i neočekivano izgubila od Sybile Bammer iz Austrije. Na turniru u Pekingu izborila je plasman u četvrtfinalnu rundu gdje je bolja od nje bila Amerikanka Lindsay Davenport. Posljednji turnir na kojem je igrala odigrala je kao na vrhuncu karijere jer je u prvom kolu bila bolja od Amelie Mauresmo rezultatom 6:2, 7:5, a u drugom kolu pred Jelenom je pala i 10. tenisačica svijeta Daniela Hantuchova i to sa 6:4, 6:4. Četvrtfinalni meč izgubila je od prve tenisačice svijeta Justine Henin poslije duge borbe rezultatom 6:4, 6:4. Time je najavila mogući povratak na sam vrh svjetskog tenisa. Na turniru u Moskvi, Kup Kremlja, turniru prve kategorije, Dementjeva je došla do prve titule iz trećeg pokušaja. Na putu do finala dobila je Aliciu Molik, Patty Schnyder sa 6:3, 6:4, Viktoriju Azarenku 7:6, 6:2, u polufinalu Dinaru Safinu 6:1, 6:0 i u finalu Serenu Williams u tri seta 5:7, 6:1, 6:1. To je bila njena prva pobjeda nad ovom američkom tenisačicom u ukupno 5 njihovih dvoboja. Ovim je Dementjeva došla do druge Tier I titule i nakon gotovo 28 tjedana uspjela se vratiti među 10 najboljih tenisačica na svijetu.
Međutim, tu se zadržala samo jedan tjedan jer nije obranila bodove na turniru u Zürichu, gdje je meč 1. kola predala Franceski Schiavone u trećem setu zbog povrede lijeve butine. Otkazala je sudjelovanje i na turniru u Lincu i time izgubila sve šanse ponovo se naći među elitnih osam tenisačica i plasirati se još jednom na WTA Masters u Madridu. Ovo je i službeno prva godina od 2003. u kojoj Dementjeva nije završila među 10 najboljih na svijetu.

## Privatni život
Dementjeva voli sve zimske sportove, a posebno uživa u skijanju i šahu. Ima kolekciju kaktusa, a u braku je s hokejašem Maksimom Afinogenovim s kojim ima kćer Veroniku. Mnogi smatraju da je jedna od najboljih tenisačica kojoj nije pošlo za rukom osvojiti nijedan Grand Slam iako je u dva navrata bila blizu.

## Vanjske poveznice
- Službena stranica